# Leiosauridae
Leiosauridae (лат.) — семейство чешуйчатых подотряда игуанообразных. 
Представители семейства обитают в Южной Америке.

## Классификация
На конец 2011 года в семействе насчитывалось 32 вида, входящих в 6 родов:
| Латинское название | Русское название                             | Количество видов |
| ------------------ | -------------------------------------------- | ---------------- |
| Anisolepis         | анизолеписы                                  | 3                |
| Diplolaemus        | патагонские наземные игуаны, или диплолемусы | 4                |
| Enyalius           | бразильские игуаны                           | 9                |
| Leiosaurus         | лейозаурусы                                  | 4                |
| Pristidactylus     | пристиодактилюсы                             | 10               |
| Urostrophus        | урострофусы                                  | 2                |

Ранее роды семейства рассматривались в составе игуановых, а затем в составе Polychrotidae.